# 米亚莱 (多尔多涅省)
米亚莱（法語：Mialet，法語發音：[mjalɛ]）是法国多尔多涅省的一个市镇，位于该省北部，属于农特龙区。

## 地理
米亚莱（45°32'59"N, 0°54'15"E）面积37.3 平方千米，位于法国新阿基坦大区多爾多涅省，该省份为法国西南部内陆省份，是法國本土面积第三大的省，大致对应佩里戈尔地区，北起顺时针与夏朗德省、上维埃纳省、科雷兹省、洛特省、洛特-加龙省、吉倫特省和滨海夏朗德省接壤。
与米亚莱接壤的市镇（或旧市镇、城区）包括：杜尔纳扎克、圣若里德沙莱、沙莱、拉科基耶、菲尔贝、拉沙佩尔蒙特布朗代、庞索勒、圣索-拉库西耶尔。
米亚莱的时区为UTC+01:00、UTC+02:00（夏令时）。

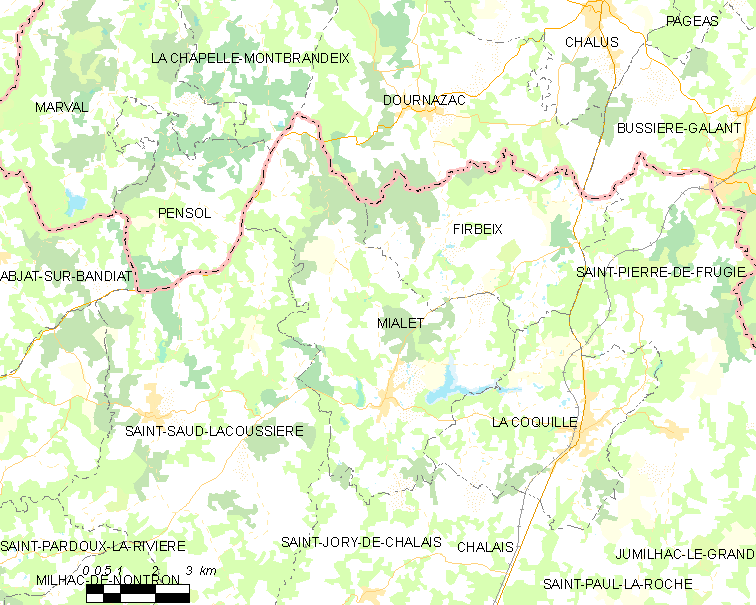
米亚莱的OSM定位图

## 行政
米亚莱的邮政编码为24450，INSEE市镇编码为24269。

## 政治
米亚莱所属的省级选区为蒂维耶县。

## 交通
多尔多涅省省道D77线、D79线和D82线在境内交汇。

## 人口

1962-2008年间米亚莱人口变化图示

米亚莱于2022年1月1日时的人口数量为629人。